# Ahmet Haşim
Ahmet Haşim (Baghdad, 1884 – Istanbul, 4 giugno 1933) è stato un poeta turco.

## Biografia
Ahmet Haşim occupa un posto di rilievo nel panorama della letteratura turca moderna. La sua opera è il risultato di un felice connubio tra la poesia turco-ottomana, che mutua i propri modelli dalla poesia preziosa araba e persiana, e quella europea, ed in particolare del simbolismo francese.
Ahmet Haşim nasce a Baghdad nel 1884, all'epoca territorio dell'Impero ottomano. Trascorre un'infanzia movimentata a causa dell'impiego del padre Arif Hikmet, prefetto della Sublime porta, che costringe la famiglia a continui spostamenti.  La prematura scomparsa della madre, la signora Sara, cui il fanciullo Haşim è profondamente legato, segnerà il poeta in maniera indelebile.
Nel 1896 il padre di Haşim si trasferisce ad Istanbul dove si risposa. Haşim frequenta la Mekteb-i-Sultani'ye, l'odierno Liceo di Galatasaray, dove si consolida nel poeta quel senso di estraneità e di diversità che sarà uno dei tratti costanti della sua personalità.
La lettura della Anthologie des poètes d'aujourd'hui di Adolf Van Bever e Paul Léautaud, un'antologia di poeti simbolisti, influenza profondamente lo scrittore turco. Si costituisce in questi anni, attorno al poeta, un gruppo di giovani rimatori e Haşim si fa portavoce dei fermenti che percorrono le nuove correnti della letteratura europea, cercando degli innesti fecondi in terra turca. Nel 1909 si unisce alla cerchia dei poeti del Fecr-i-Ati ("Alba della nuova era") e pubblica le sue prime liriche sulla rivista Servet-i Fünün ("Il patrimonio delle scienze").
Lo scioglimento del circolo letterario, avvenuto nel 1912, e l'avvento della prima guerra mondiale, cui partecipa come ufficiale, lo distolgono temporaneamente dalla produzione letteraria.
Nel 1921 Haşim pubblica una serie di poesie sulla rivista Dergâh ("Il Convento"), che suscitano dissensi e polemiche nel mondo accademico turco, non ancora maturo per accogliere il messaggio simbolista. In Şiir üzerine bazı düşünceler ("Alcune considerazioni sulla poesia") , egli riassume la propria poetica:
«[...]il linguaggio della poesia non deve essere compreso, come la prosa, ma deve essere sentito; 

è un mezzo di espressione intermedio tra la musica e la parola, ma più simile alla musica[...]»
Quello che conta per Haşim non è il significato della parola, ma il suo potere evocativo. Nel 1924 Haşim pubblica sul Mercure de France les tendences actuelles de la littérature turque.
In Piyâle ("la Coppa"), 1926, una delle sue maggiori raccolte poetiche, le suggestioni del simbolismo francese si uniscono mirabilmente al preziosismo di derivazione araba e persiana. Negli anni successivi escono diversi racconti e novelle sul Meşale ("la Fiaccola"), Bize göre ("Secondo noi"), vivace resoconto di un viaggio a Parigi, Gurabâ-hane-i Lâklâkan ("L'asilo delle cicogne"), opera che riunisce una serie di scritti narranti eventi di vita quotidiana e culturale della Turchia di allora. Il già precario stato di salute di Haşim, però, precipita inesorabilmente fino a condurlo alla morte: il poeta muore il 4 giugno del 1933 nella propria abitazione di Kadiköy a Istanbul.

## Opere
La lezione tratta dal simbolismo francese sarebbe rimasta infeconda se Haşim non avesse posseduto un naturale istinto poetico. Di animo sensibile, con una innata tendenza alla melanconia, Haşim vive il ricordo della madre come un'assenza incolmabile. Le maggiori raccolte del poeta sono intrise di un vero e proprio senso di morte e nelle sue liriche, come nei racconti di Edgar Allan Poe, sembra aleggiare ovunque il fantasma della madre prematuramente scomparsa.
Nella raccolta del Si'r-i Kamer ("poesie della Luna"), la prima delle tre antologie che costituiscono le tappe fondamentali dell'itinerario poetico e spirituale di Haşim, la «pallida effigie funebre» ricorre con frequenza e sembra trasudare dai paesaggi irreali evocati dal poeta, come nei due brani tratti da O ("Lei") e Ruhum ("Il mio spirito"):
«La tua luce cade, la riva si dissolve, 

e sull'opposta sponda i luoghi nascondono le loro forme, 

immersi in un sonno di luce. 

L'anima del paesaggio spira tra nebbie d'argento 

e di fronte, lontano, con un luccichio d'oro, 

nuotano qua e là su veli d'acqua delle luci pigre, 

sulle stanche acque sanguina la ridente notte» 

(da "Lei")
«Così, o triste ammasso di luce, o volto disadorno, 

sul mio spirito dormiente come un lago raffermo 

si riversa la tua luce, e in quelle silenti acque 

ogni scintillio si espande rabbrividendo, 

come scavando una ruga di dolore» 

(da "Il mio spirito")
Se le "poesie della Luna" sono le poesie del ricordo, – ricordo della madre e dell'infanzia trascorsa nelle lontane e misteriose terre bagnate dal Tigri-, "le poesie del Lago", raccolta successiva che si compone di due sezioni, Göl saatleri ("le ore del Lago") e Göl kuşları ("uccelli di Lago"), sono quelle dell'oblio. In queste incantevoli miniature, dove ogni riferimento autobiobrafico è assente, il poeta si abbandona alla contemplazione della natura e sembra dissolversi in essa. Il lago diventa proiezione dell'immagine materna, ma anche rappresentazione, perfetta e armoniosa nella sua circolarità, della patria celeste del poeta. «[...]Le rêve donne a l'eau le sens de la plus lointaine patrie, d'une patrie céleste[...]» (Gaston Bachelard, L'eau et les rêves, essai sur l'imagination de la matière, Librairie José Corti, Paris 1985).
«Stelle e luna si sono dal cielo riversate sugli alberi, 
 
paesaggi melanconici sono ora una nube d'argento. 

Gli uccelli a caccia di stelle nelle profonde acque 

Volano verso i luoghi rischiarati dalla luna.» 

("Notte")
Nel ciclo delle poesie del Piyâle ("la Coppa"), il poeta turco fonde in maniera più compiuta l'esperienza del simbolismo francese con la tradizione della poesia preziosa araba e persiana. In queste liriche, dove l'elemento igneo sostituisce quello acquatico, come in Ölmek ("Morire"),  dove le acque vengono raffigurate come «fiamme che si trascinano all'orizzonte», si consuma il dramma umano e esistenziale di Haşim.  In Bir günün sonunda istek ("Desiderio serale"), il poeta esprime con un lirismo intenso il rifiuto della propria condizione umana,  il proprio senso di disagio e di estraneità nei confronti della vita, che egli rappresenta con il desiderio di trasformarsi in "un giunco in mezzo al lago":
«Nel cerchio dei miei occhi stanchi, 

L'alba, effimera come una rosa, ha rischiarato la terra; 

come rose, come enormi, eterne rose, 

e a quelle rose, che piangono ancor più dei giunchi, 

ahimè! È nato il giorno alle spalle! 

Dalle torri dorate cantano nuovamente gli uccelli 

l'eterno ritorno della natura. 

Sono forse creature alate quelle che al calar della sera 

dalla terra si alzano in volo? 

Sera, di nuovo sera, ancora sera… 

Se guardo l'acqua è un velo d'oro, 

e un arco incantato sopra di me il cielo! 

Sera, di nuovo sera, ancora sera… 

Oh! S'io fossi ora un giunco in mezzo al lago!» 

("Desiderio serale")